# Macropharynx renteriae
Macropharynx renteriae là một loài thực vật có hoa trong họ La bố ma. Loài này được A.H.Gentry mô tả khoa học đầu tiên năm 1980.